# The Penny Dreadful Picture Show Re-Animated
Pour plus de détails, voir Fiche technique et Distribution.
The Penny Dreadful Picture Show Re-Animated est un film d'horreur américain réalisé par Leigh Scott, sorti en 2018.

## Distribution
- Samantha Able : Jacqueline Holmes
- Sasha Jackson : Sydney Pressman
- Bernadette Perez : Julie Keller
- Tawny Amber Young : Terry Barclay[1]

## Production
Le tournage a eu lieu à Los Angeles, en Californie, aux États-Unis. Le film est sorti le 10 octobre 2018 aux États-Unis, son pays d’origine.